# 关库尔
关库尔（法語：Goincourt，法語發音：[ɡwɛ̃kuʁ]）是法国瓦兹省的一个市镇，位于该省西部，属于博韦区。

## 地理
关库尔（49°25'35"N, 2°2'10"E）面积6.52 平方千米，位于法国上法蘭西大區瓦兹省，该省份为法国北部内陆省份，北起索姆省，西接厄尔省和滨海塞纳省，南至塞纳-马恩省和瓦兹河谷省，东临埃纳省。
与关库尔接壤的市镇（或旧市镇、城区）包括：博韦、勒蒙圣阿德里安、兰维莱尔、圣保罗、欧马赖。

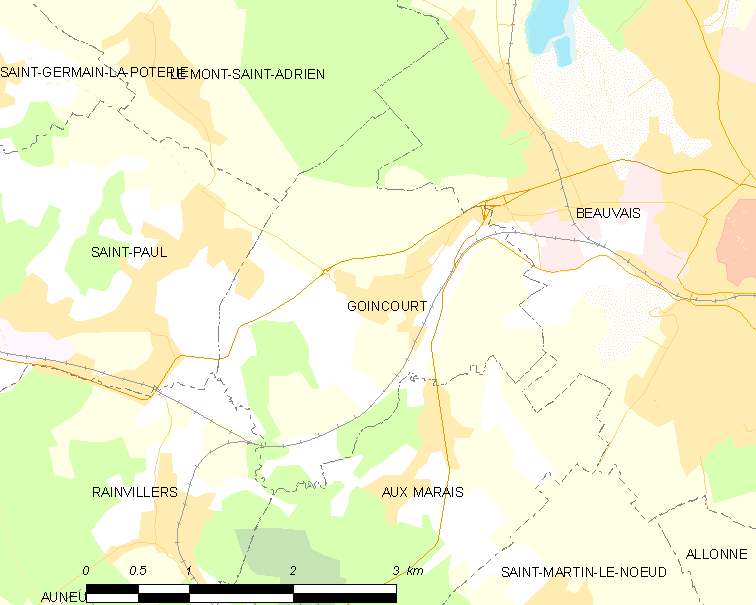
关库尔的OSM定位图

关库尔的时区为UTC+01:00、UTC+02:00（夏令时）。

## 行政
关库尔的邮政编码为60000，INSEE市镇编码为60277。

## 政治
关库尔所属的省级选区为博韦第二县。

## 人口

1962-2008年间关库尔人口变化图示

关库尔于2022年1月1日时的人口数量为1582人。